# Irena Angelina
Irena Angelina (grčki Ειρήνη Άγγελίνα; latinski Irene Angelina) (o. 1181. – 27. kolovoza 1208.) bila je bizantska carevna iz dinastije Angela te kraljica Sicilije i Njemačke. Znana je i kao Marija.
Bila je kći cara Bizanta Izaka II. Angela i njegove prve žene.
Irena je rođena u Carigradu te je imala sestru Anu Helenu.
Irena se 1193. udala za kralja Rogerija III. Sicilskog (umro 1193.). 25. svibnja 1197. udala se za Filipa Švapskog, sina grofice Beatrice I.

## Djeca
- Reinald
- Fridrik
- Beatrica Švapska[5]
- Marija Švapska
- Kunigunda Švapska
- Elizabeta Švapska
- Beatrica

## U kulturi
Walther von der Vogelweide je opisao Irenu:
“Rose ane dorn, ein tube sunder gallen.“ – „Ruža bez trna, golubica bez žuči.“

## Prethodnice i nasljednice
Irena je bila nasljednica Sibile Acerrske, Konstance Sicilske i Konstance Arpadović te prethodnica Sibile, svoje kćeri Beatrice i Konstance Aragonske.